# Ehretia takaminei
Ehretia takaminei är en strävbladig växtart som beskrevs av Hatusima. Ehretia takaminei ingår i släktet Ehretia och familjen strävbladiga växter. Inga underarter finns listade i Catalogue of Life.